# Algorytm Hirvonena

Współrzędne geodezyjne i kartezjańskie

Algorytm Hirvonena – algorytm służący do transformacji współrzędnych ortokartezjańskich (prostokątnych) x, y, z na współrzędne geodezyjne B, L, h. Jest to proces iteracyjny. W wyniku 3-4-krotnego powtarzania procedury można przeliczyć współrzędne na poziomie dokładności 1 cm.

## Obliczenia
wychodzimy ze wzorów na x,y,z:
{\displaystyle X=(N+h)\cos B\cos L,}
{\displaystyle Y=(N+h)\cos B\sin L,}
{\displaystyle Z=[N(1-e^{2})+h]\sin B.}

### Długość geodezyjna L
{\displaystyle {\frac {Y}{X}}={\frac {(N+h)\cos B\sin L}{(N+h)\cos B\cos L}}={\text{tg }}L,}
{\displaystyle L={\text{arctg }}{\frac {Y}{X}}.}

### Szerokość geodezyjna B
{\displaystyle {\frac {Z}{\sqrt {X^{2}+Y^{2}}}}={\frac {[N(1-e^{2})+h]\sin B}{(N+H)\cos B}}={\frac {N+Ne^{2}+h}{N+h}}{\text{tg }}B=\left({\frac {N+h}{N+h}}-{\frac {Ne^{2}}{N+h}}\right){\text{tg }}B,}
{\displaystyle {\frac {Z}{\sqrt {X^{2}+Y^{2}}}}=\left(1-e^{2}{\frac {N}{N+h}}\right){\text{tg }}B,}
{\displaystyle {\text{tg }}B={\frac {Z}{\sqrt {X^{2}+Y^{2}}}}\left(1-e^{2}{\frac {N}{N+h}}\right)^{-1}.}
Ostatecznie:
{\displaystyle {\text{tg }}B_{(k+1)}={\frac {Z}{\sqrt {X^{2}+Y^{2}}}}\left(1-e^{2}{\frac {N_{k}}{N_{k}+h_{k}}}\right)^{-1}}
przy czym:
{\displaystyle {\text{tg }}B^{(k=0)}={\frac {Z}{\sqrt {X^{2}+Y^{2}}}}(1-e^{2})^{-1}.}

### Wysokość elipsoidalna (h)
{\displaystyle {\sqrt {X^{2}+Y^{2}}}=(N+h)\cos B,}
{\displaystyle {\sqrt {X^{2}+Y^{2}}}\cos B=N+h,}
{\displaystyle h={\frac {\sqrt {X^{2}+Y^{2}}}{\cos B}}-N.}

## Algorytm
- obliczenie długości geodezyjnej L,
- obliczenie szerokości geodezyjnej, B dla k = 0,
- Na podstawie tego B0 liczymy N0 i h0. Następnie mając dane N0 i h0 liczymy na ich podstawie B1. Na podstawie B1 liczymy N1 i h1 itd. Zazwyczaj wystarczają 3 iteracje. Proces jest powtarzany do uzyskania zadowalającej dokładności.